# Goro Kawanami
Goro Kawanami (川浪 吾郎 Kawanami Gorō?, Tsukuba, Ibaraki, 30 de abril de 1991) es un futbolista japonés que juega como guardameta en el Fagiano Okayama.

## Trayectoria

### Clubes
| Club                | País  | Año       |
| ------------------- | ----- | --------- |
| Kashiwa Reysol      | Japón | 2010-2012 |
| FC Gifu             | Japón | 2011      |
| Tokushima Vortis    | Japón | 2013-2014 |
| Albirex Niigata     | Japón | 2015-2017 |
| Vegalta Sendai      | Japón | 2018-2020 |
| Sanfrecce Hiroshima | Japón | 2021-2025 |
| Fagiano Okayama     | Japón | 2025-     |

## Palmarés

### Títulos nacionales
| Título             | Club                | País  | Año  |
| ------------------ | ------------------- | ----- | ---- |
| Copa J. League     | Sanfrecce Hiroshima | Japón | 2022 |
| Supercopa de Japón | Sanfrecce Hiroshima | Japón | 2025 |